# ألما (مغنية مؤلفة)
ألما (بالفنلندية: Alma)‏ هي مغنية مؤلفة فنلندية، ولدت في 17 يناير 1996 في كووبيو في فنلندا.

## وصلات خارجية
- الموقع الرسمي
- ألما على موقع IMDb (الإنجليزية)
- ألما على موقع ميوزك برينز (الإنجليزية)
- ألما على موقع أول ميوزيك (الإنجليزية)
- ألما على موقع ديسكوغز (الإنجليزية)
- ألما على موقع ديسكوغز (الإنجليزية)
- ألما على موقع قاعدة بيانات الفيلم (الإنجليزية)